# 峨侣水库
峨侣水库是中国广西壮族自治区柳州市柳城县境内的一座水库，位于融江流域大帽河上，建于1958年。水库正常库容为1080万立方米，集雨面积为12平方千米，海拔为145.98米。